# Agelena borbonica
Agelena borbonica är en spindelart som beskrevs av Vinson 1863. Agelena borbonica ingår i släktet Agelena och familjen trattspindlar.
Artens utbredningsområde är Réunion. Inga underarter finns listade i Catalogue of Life.